# Pargues
Pargues település Franciaországban, Aube megyében. Lakosainak száma 142 fő (2022. január 1.). Pargues Arrelles, Avirey-Lingey, Bagneux-la-Fosse, Balnot-la-Grange, Chaource, Maisons-lès-Chaource és Praslin községekkel határos.

## Népesség
A település népessége az elmúlt években az alábbi módon változott:
| Lakosok száma | 180  | 147  | 138  | 120  | 129  | 134  | 138  | 137  | 136  | 142  |
|               | 1968 | 1982 | 1990 | 2006 | 2013 | 2015 | 2017 | 2019 | 2020 | 2022 |